# حزب کارگر-کشاورز
حزب کارگر-کشاورز، رودونو مینتو (به ژاپنی: 労働農民党, Rōdōnōmintō) یک حزب در امپراتوری ژاپن بود.